# Macromia pyramidalis
Macromia pyramidalis – gatunek ważki z rodziny Macromiidae.